# Ганс Бюлер
Ганс Бюлер (нім. Hans Böhler; 11 вересня 1884, Відень, Австро-Угорщина — 17 вересня 1961) — австрійський живописець і художник-графік.